# 白枕霸鹟
，是雀形目南美霸鹟科的一种鸟类，属于单型的白枕霸鹟属（学名：Xenopsaris）。
白枕霸鹟体重约10克，翼长约63.9毫米，喙宽度约3.9毫米，喙厚度约3.9毫米，嘴峰长约10.7毫米，跗蹠长约14毫米，尾长约58.4毫米。
白枕霸鹟具有部分的迁徙性，栖息在森林，它们是食肉动物，主要以昆虫、蜘蛛等陆生无脊椎动物为食。

## 亚种
- Xenopsaris albinucha albinucha，分布在巴西东北部内陆至玻利维亚东部、巴拉圭西部和阿根廷北部。
- Xenopsaris albinucha minor，分布在委内瑞拉西部和中部以及巴西极北地区。[4]